# パウラ・ヒトラー
パウラ・ヒトラー（Paula Hitler, 1896年1月21日 - 1960年6月1日）は、アドルフ・ヒトラーの妹で、アロイス・ヒトラーと三番目の妻クララ・ヒトラーの最後の子女。

## 生涯
6歳で税関職員だった父親のアロイスが亡くなり、11歳で母クララを失う。その後、オーストリア政府は、パウラと兄アドルフに年金を提供していた。しかし、その金額は少なく、自身を支えるのに十分な年齢であったアドルフは、妹パウラにより多くの年金を渡した。
パウラは、その後ウィーンに移った。1920年代初頭、ユダヤ人の大学生のための寮で家事従事者として雇われた。1921年、彼女が寮で働いていると、「天から落ちてきた」ように兄アドルフが訪れた。後に彼女は秘書として働く。兄アドルフがウィーンやミュンヘンで画家を目指していた時期や、第一次世界大戦での軍事奉仕、ミュンヘンでの初期の政治活動では、パウラはほとんど兄とは接触していなかった。1930年代初めにウィーンで再び兄に会ったことを喜んだ。
パウラは、“Hitler”の元のスペルである“Hiedler”という姓を使った。彼女自身の説明によると、1930年に雇用主がパウラの身元を知ったので、ウィーンでの保険会社の仕事を失い、パウラは兄アドルフから財政的支援を受け（1945年に兄が自殺するまで続いた）、アドルフの要請により「ウォルフ」という仮名（これはアドルフが1920年代にセキュリティ上の目的で使用していた幼少期のニックネーム）で暮らし、散発的に働いた。アドルフはパウラと異母姉のアンゲラの2人を「愚かなガチョウ」と呼び、パウラの知性についての評価は低かったとされる。
1930年代から1940年代初めまで、兄アドルフから時々手紙を送られ、一年に一度程は会っていたという。パウラは戦時中の大部分で軍事病院で秘書役をしていた。

## 戦後
パウラは兄の強いドイツナショナリズムの信念を共有した証拠がいくつかあるが、政治活動はしておらず、ナチス党に入党したことはない。
49歳、戦争の終結時にマルティン・ボルマンの命令でドイツのベルヒテスガーデンへ逃れる。
1945年5月に米国の情報機関員によって逮捕され、その年の後半に聴取を受けた。エージェントの一人は、パウラが兄アドルフと容姿がよく似ているという印象を受けた。彼女は、ソビエト連邦がオーストリアで彼女の家を接収し、アメリカがウィーンのアパートを接収したこと、そして英語の教育を受けていることを伝えた。
パウラは、幼少期に兄と絶え間なく喧嘩をしていた一方、強い愛情で結ばれていたとも語った。パウラは、兄がホロコーストの責任者だったとは信じられないと言った。彼女はまた、エヴァ・ブラウンと一度だけ会ったと話した。パウラはアメリカの拘禁から解放され、ウィーンに戻り、一時的に貯蓄で暮らした後、芸術品や工芸品の店で働いた。1952年、彼女はドイツのベルヒテスガーデンに移住し、伝えられるところによれば、「パウラ・ウォルフ」という名で2部屋の平屋に「隔離状態」で住んでいた。この間、彼女はSSの元メンバーと、兄の元側近に後見されていた。
1952年、パウラは遺言書に基づくヒトラーの遺産の相続を試みたものの、ヒトラーが法的な死亡宣告をされていなかったために認められなかった。
1959年2月、パウラはイギリスのテレビ局Associated-Rediffusionのドキュメンタリープロデューサーであるピーター・モーリーからインタビューを受けることに同意した。
それは唯一、パウラのインタビューを録画したものであり、“Tyranny: The Years of Adolf Hitler”と呼ばれるプログラムの一環として放映された。彼女は主にアドルフ・ヒトラーの幼年期について話し、政治的質問を受けることは拒否した。この映像とピーター・モーリーとのインタビューは、2005年のテレビドキュメンタリー「ヒトラーの家族」（オリジナルのドイツ版タイトル“Familie Hitler. Im Schatten des Diktators”）に収録され、オリヴァー・ハルムベイガーとトーマス・スタッヒラーが監督した。

## 死と埋葬
1960年6月1日に64歳で死去。ヒトラー家の直系、最後の生存者であった。